# Carta sobre los maricones
Carta sobre los maricones es un escrito publicado en el periódico Mercurio Peruano el 27 de noviembre de 1791, cuya autoría se atribuye al presbítero José Mariano de Aguirre y Mayora, quien firmó bajo el seudónimo de «Sophronio». Es una de las primeras obras escritas en Perú donde se menciona el travestismo y la diversidad sexual.
La carta, fechada el agosto de 1773 en «Androginópolis» —denominación satírica que recibió la ciudad de Lima en el siglo xviii—, es escrita por un personaje denominado «Filaletes», quien le escribe a su amigo Leandro relatando las costumbres de la sociedad limeña, utilizando recursos satíricos para referirse a personas andróginas y con un marcado tono moralista de condena al travestismo y las prácticas homosexuales.
La publicación de la Carta sobre los maricones generó reacciones entre la sociedad limeña: en la edición del 19 de febrero de 1792 del Mercurio Peruano apareció una misiva titulada Carta remitida á la sociedad haciendo algunas reflexiones sobre la que se contiene en el Mercurio núm. 94, en que se pinta á los Maricones, escrita por el sacerdote Tomás Mendez y Lachica —censor de la Sociedad de Amantes del País— bajo el seudónimo de «Teagnes», y que buscaba descifrar las causas que llevarían a algunos hombres a adoptar conductas femeninas.